# Karinsaari
Karinsaari är en ö i Finland. Den ligger i sjön Kontinjärvi och i kommunen Kajana i den ekonomiska regionen  Kajana ekonomiska region  och landskapet Kajanaland, i den centrala delen av landet, 500 km norr om huvudstaden Helsingfors. Öns area är 1,1 hektar och dess största längd är 160 meter i öst-västlig riktning.